# Adrian Zeljković
Adrian Zeljković, né le 19 août 2002 à Žalec, est un footballeur international slovène, qui joue au poste de milieu défensif au Viktoria Plzeň.

## Biographie

### En club
Adrian Zeljković est formé au NK Žalec, puis rejoint le NK Maribor, le NK Šampion et le NK Celje, dont il est le capitaine. En août 2020, il rejoint l'équipe de jeunes de l'Olimpija Ljubljana.
Il dispute son premier match en professionnel le 3 novembre 2020 contre le ND Gorica en championnat de Slovénie.
Le 3 juillet 2021, il rejoint le NK Tabor Sežana. Il marque son premier but le 12 février 2023 contre le NK Domžale.
Le 17 juillet 2023, Zeljković paraphe un contrat de quatre saisons en faveur du club slovaque du Spartak Trnava. Avec le club, il découvre les matchs européens, disputant notamment la phase de groupes de la Ligue Europa Conférence.

### En sélection
Le 20 janvier 2024, Adrian Zeljković honore sa première sélection en équipe de Slovénie dans le cadre d'un match amical face aux États-Unis.
En mai 2024, il est sélectionné par Matjaž Kek dans la liste élargie pour préparer l'Euro 2024. Il fait aussi partie de la liste finale de 26 joueurs qui disputent la compétition.